# Eulachnus cretaceus
Eulachnus cretaceus är en insektsart. Eulachnus cretaceus ingår i släktet Eulachnus och familjen långrörsbladlöss. Inga underarter finns listade i Catalogue of Life.